# Direxiv
La Direxiv fu un team motoristico giapponese, che tentò di iscriversi al Campionato mondiale di Formula 1 2008
. La scelta della FIA cadde sulla Prodrive di David Richards che sconfisse la concorrenza anche di Carlin Motorsport, Eddie Jordan, Paul Stoddart e del presente team di GP2 Series Racing Engineering. In realtà la Prodrive poi rinunciò a partecipare al campionato.

## La storia

### Le serie minori
La scuderia è stata impegnata nei campionati Super GT e Formula Nippon, e supportò quale sponsor la McLaren in F1 così come l'ex pilota di Formula 1 Alexander Wurz.
La Direxiv pose il proprio logo in molte vetture della GP2 Series 2006, quali la DPR che divenne ufficialmente DPR Direxiv Team, oltre che sull'ART Grand Prix e sulla Ocean Racing Technology.

### Il tentativo in Formula 1
La Direxiv fu indicata quale possibile team di supporto alla McLaren, nel quale avrebbe dovuto trovare porto il giovane Lewis Hamilton (che poi debuttò sulla McLaren) assieme a uno dei collaudatori del team di Woking: Pedro de la Rosa o Gary Paffett. Il team godette anche del sostegno dell'ex pilota di F1 Jean Alesi. Tuttavia, dopo che Dave Richards vide accettata la sua richiesta di entrare in Formula 1, egli stesso annunciò la possibilità che la Prodrive potesse fungere da team di sostegno alla McLaren. Ciò pose fine ai progetti della Direxiv; comunque, essendo stata vietata esplicitamente la possibilità di creare dei team clienti, anche in caso di selezione da parte della FIA, la Direxiv non avrebbe potuto dare vita al progetto. 
Nell'agosto 2006 la Direxiv ha annunciato l'abbandono della Super GT a causa della mancanza di uno dei principali finanziatori, l'Akiyama Holdings. La 1000 km di Suzuka fu l'ultima gara a cui partecipò.